# 颱風法雷德 (1994年)
颱風法雷德（英語：Typhoon Fred，國際編號：9416，聯合颱風警報中心：19W，菲律宾大气地球物理和天文管理局：Susang）是1994年太平洋颱風季的一個熱帶氣旋。法雷德於菲律賓呂宋島形成後即以西北方向行進，在台灣東部近海時路徑稍向北偏，至東北部近海時，繼續向西北方向前進，於21日通過彭佳嶼北部海面後，轉西北西方向，22日0時左右在中國浙江省溫州市平陽縣登陸。法雷德在中國造成嚴重災害。逾1,000人死亡。

## 熱帶氣旋警告使用記錄

### 臺灣
| 中央氣象局 颱風警報 | 中央氣象局 颱風警報 | 中央氣象局 颱風警報 |
| ------------------- | ------------------- | ------------------- |
| 上一熱帶氣旋        | 海上颱風警報        | 下一熱帶氣旋        |
| 強烈颱風道格        | 海上颱風警報        | 中度颱風葛拉絲      |
| 強烈颱風道格        | 陸上颱風警報        | 中度颱風葛拉絲      |